# (90535) 2004 FC42
(90535) 2004 FC42 es un asteroide perteneciente al cinturón de asteroides, región del sistema solar que se encuentra entre las órbitas de Marte y Júpiter.
Fue descubierto el 17 de marzo de 2004 por el equipo del Catalina Sky Survey desde el Observatorio Steward, en Tucson, Arizona.

## Designación y nombre
Designado provisionalmente como 2004 FC42.

## Características orbitales
2004 FC42 está situado a una distancia media del Sol de 2,547 ua, pudiendo alejarse hasta 2,837 ua y acercarse hasta 2,257 ua. Su excentricidad es 0,114 y la inclinación orbital 12,275 grados. Emplea 1484,64 días en completar una órbita alrededor del Sol.
Pertenece a la familia de asteroides de (15) Eunomia.

## Características físicas
La magnitud absoluta de 2004 FC42 es 15,77. 